# Mühle (Utphe)
Koordinaten: 50° 26′ 21,3″ N, 8° 53′ 57,6″ O

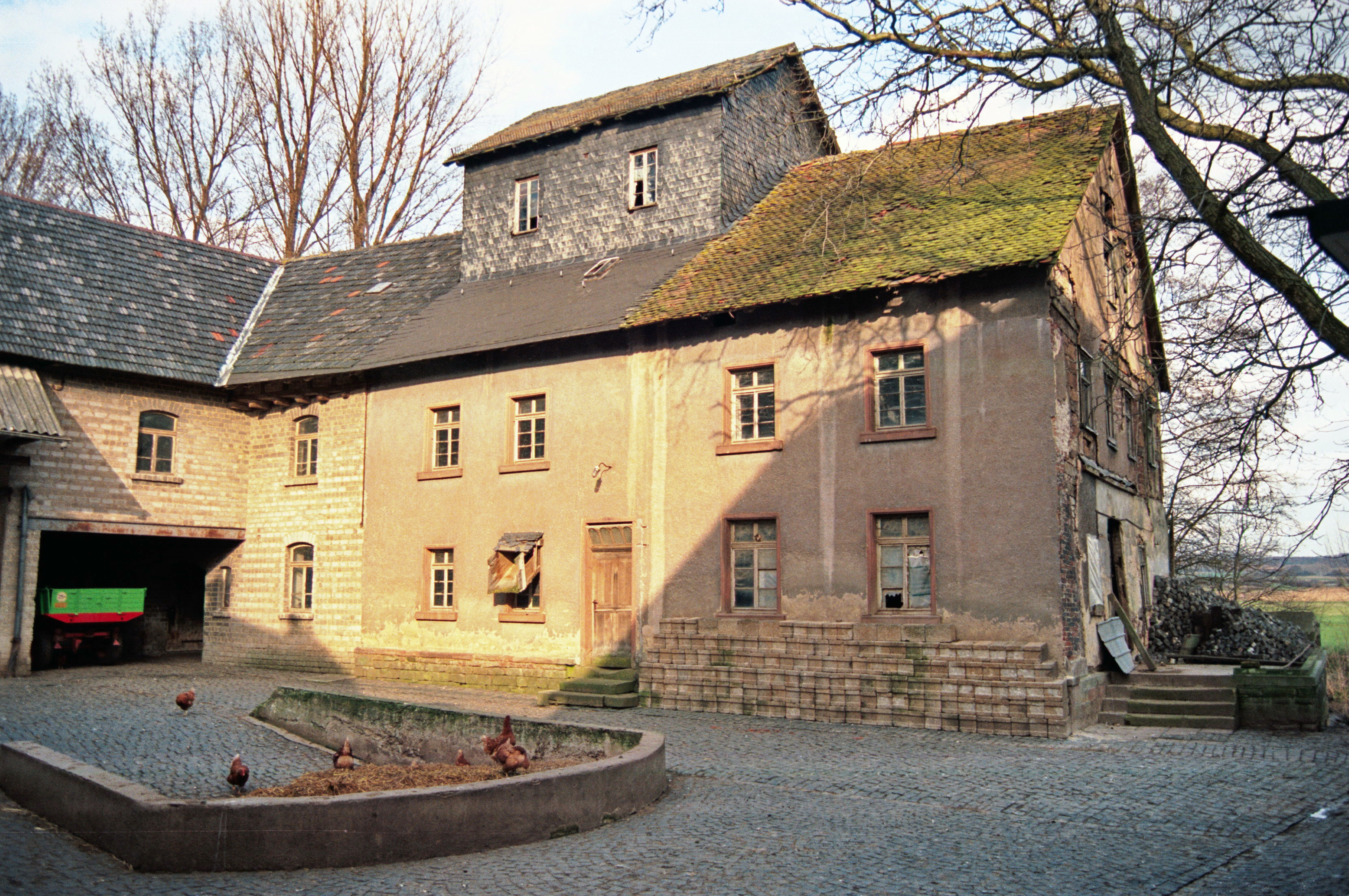
Utpher Mühle am 29. März 1992 Hofseite

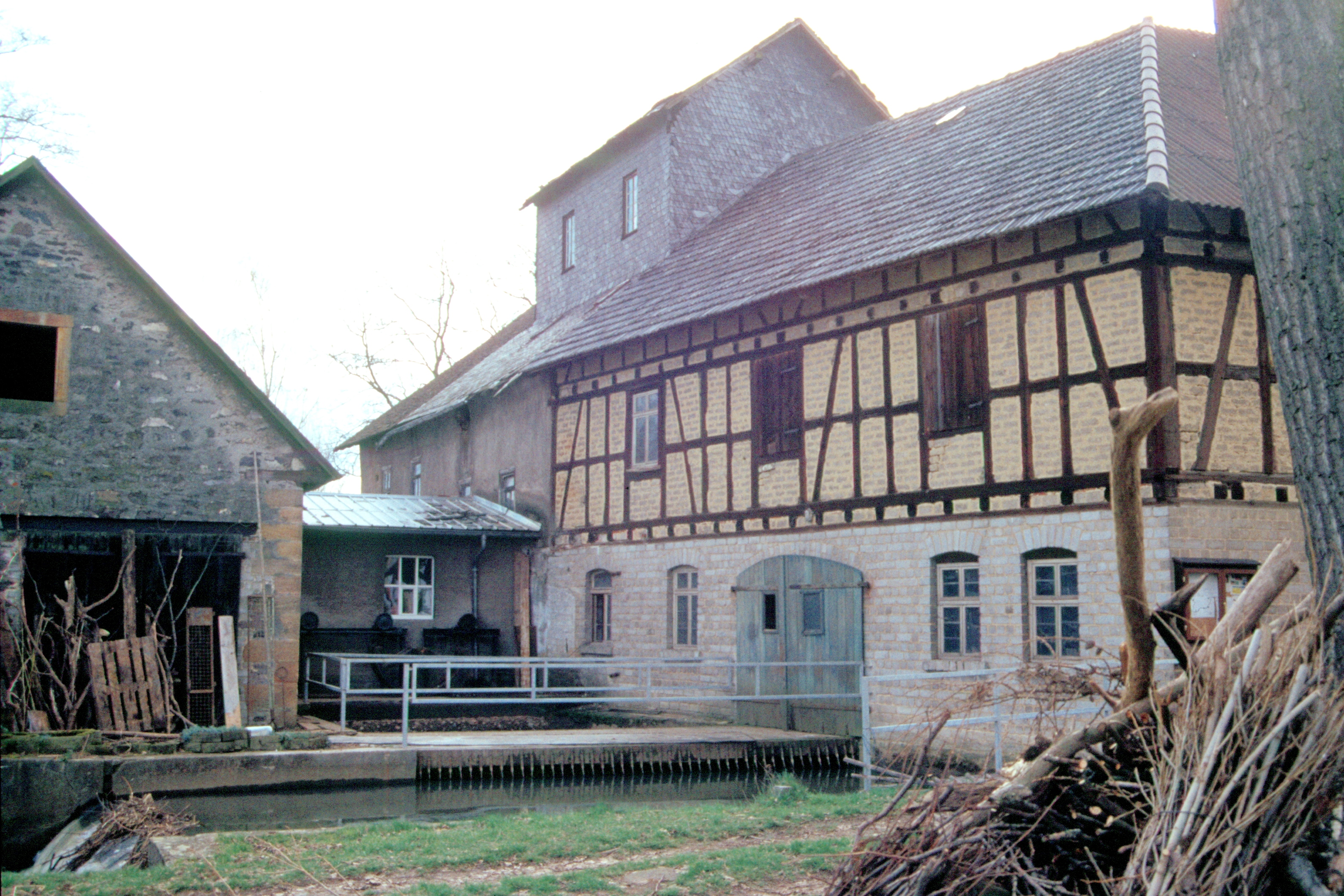
Utpher Mühle am 29. März 1992 Wasserseite mit Turbineneinlauf

Die ehemalige Mühle am nördlichen Rand von Utphe, Landkreis Gießen, in der Wetterau besitzt eine Insellage zwischen Riedbach und Horloff und gehört zu den Mühlen im Horlofftal.

## Geschichte
1256 erwarben der Ritter Guntram III. von Oliffe und seine Frau Jutta von Cronberg, der Tochter Ottos I. von Cronberg, Güter des Klosters „Bredenowe“ in Utphe, u. a. eine Mühle an der „Hurlyphe.“ Weil der Ritter verschuldet war, musste er am 20. Mai 1263 seine Güter samt einer Mühle in „Odiffe“ an das Kloster Haina verkaufen.
Die Einwohner des Gerichts Berstad in der Fuldischen Mark erhielten 1325 vom Abt Heinrich von Fulda die Erlaubnis, in der Hainaer Mühle bei „Utife“ mahlen zu lassen. Der Utpher Müller durfte auch das Mahlgetreide in Berstadt mit eigenem Fuhrwerk abholen. Mit diesem Privileg wurde die ebenfalls in der Fuldischen Mark nahe Berstadt gelegene Grund-Schwalheimer Mühle benachteiligt. Diese Mühle war 1323 der Deutschordensballei Hessen, der Kommende Schiffenberg bei Gießen übertragen worden.
Friedrich Magnus I. (Solms-Laubach) vergab die Mühle 1551 in Erbleihe. Seit dieser Zeit wurde die nunmehr solmsische Mühle zu Utphe in der Erbleihe vergeben. Zur Mühle gehörten ein Garten und auch der Weidegang mit Vieh wie die anderen Utpher Bauern.
In den folgenden Jahrhunderten pachteten folgende Müller die Mühle.
- 1587: Gebhard Streb, der auch im Mühlgraben fischen durfte.
- 1633: erhielt Johann Heckmann die Belehnung.[4]
- 1640: Peter Eckel,
- 1666: Johann Christian Säemann aus Ortenberg, seit 1679 Wirt in Inheiden,
- Seit 1678 war Johann Heinrich Schmitt Müller. Ein Sohn war Mühlenarzt, ein Zimmerer, der auch Mühlen baute und reparierte.
- 1820 Johannes Weid aus Ober-Mockstadt.[5]

Danach gelangte um 1826 Conrad Schneider II. in den Besitz der Utpher Mühle. Er war der Sohn des Riedmüllers Conrad Schneider. Durch die Erhöhung der Mühlenwehr habe er dem Müller der Neumühle bei Trais-Horloff hohen Schaden verursacht, klagte dieser. Die Familie Schneider besaß auch Hof und Mühle Grund-Schwalheim. Das Hofgut ist noch heute in ihrem Besitz.
Heute ist die Utpher Mühle seit Generationen im Besitz der Familie Krauß. Aus einem Gesuch von 1857 erfährt man, dass Jakob Krauß auch eine Ölmühle besaß, die bis 1894 betrieben wurde. Jakob Krauß wurde auf der Mühle bei Selters 1816 geboren. Sein Nachfahre Erich Krauß war der letzte Müller in Utphe, die 1972 stillgelegt wurde.
„Die Mühle war eine Getreide-, Mehl- und Schrotmühle und besaß drei Walzenstühle und einen Schrotgang.“ Sie übernahm Lohnarbeiten und mahlte angekauftes Mahlgut.
Heute dient sie der Stromerzeugung.

## Naturschutz
Die Mühle liegt unweit des Oberen Knappensees, eines Tagebaurestlochs. Das Gebiet in den „Arn- und Rohrwiesen“ bei Utphe wurde als ökologischer Ausgleich geschaffen.
Seit 2012 gilt der europäische Biber in der Horloffsaue und im Riedbach wieder als heimisch.